# Floda Kyrkälvbro

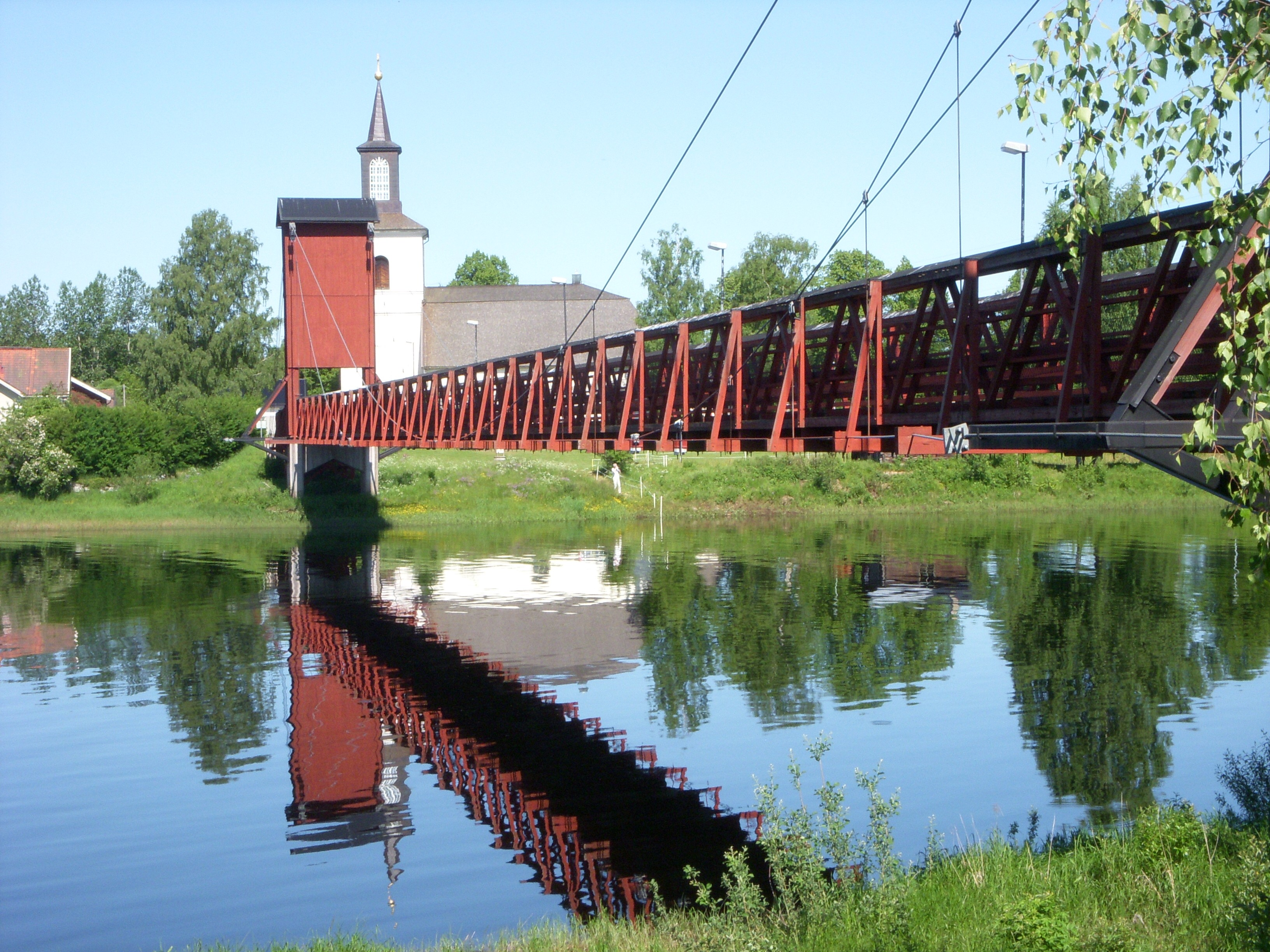
Kyrkälvbron och kyrkan i Dala-Floda.

Floda Kyrkälvbro eller Kyrkbron är en hängbro som sträcker sig över Västerdalälven i tätorten Dala-Floda i Gagnefs kommun, Dalarna. Med sina 158 meters spännvidd är bron den längsta trähängbron för biltrafik i Sverige. Den faluröda bron har blivit ett välkänt inslag i traktens landskapsbild.

## Historik

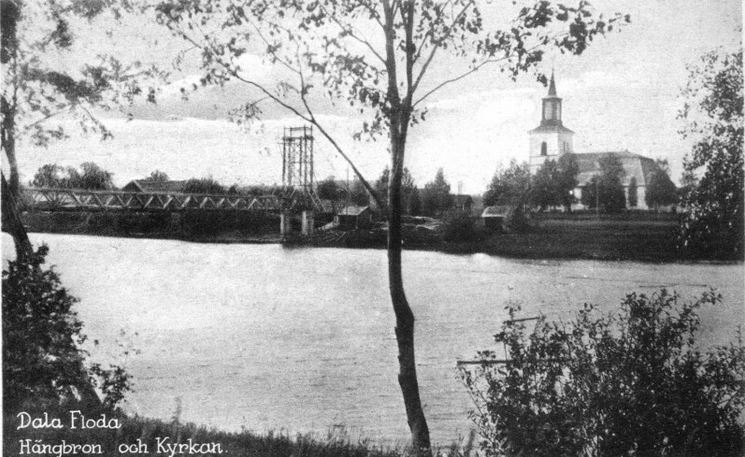
Hängbron på ett äldre vykort.

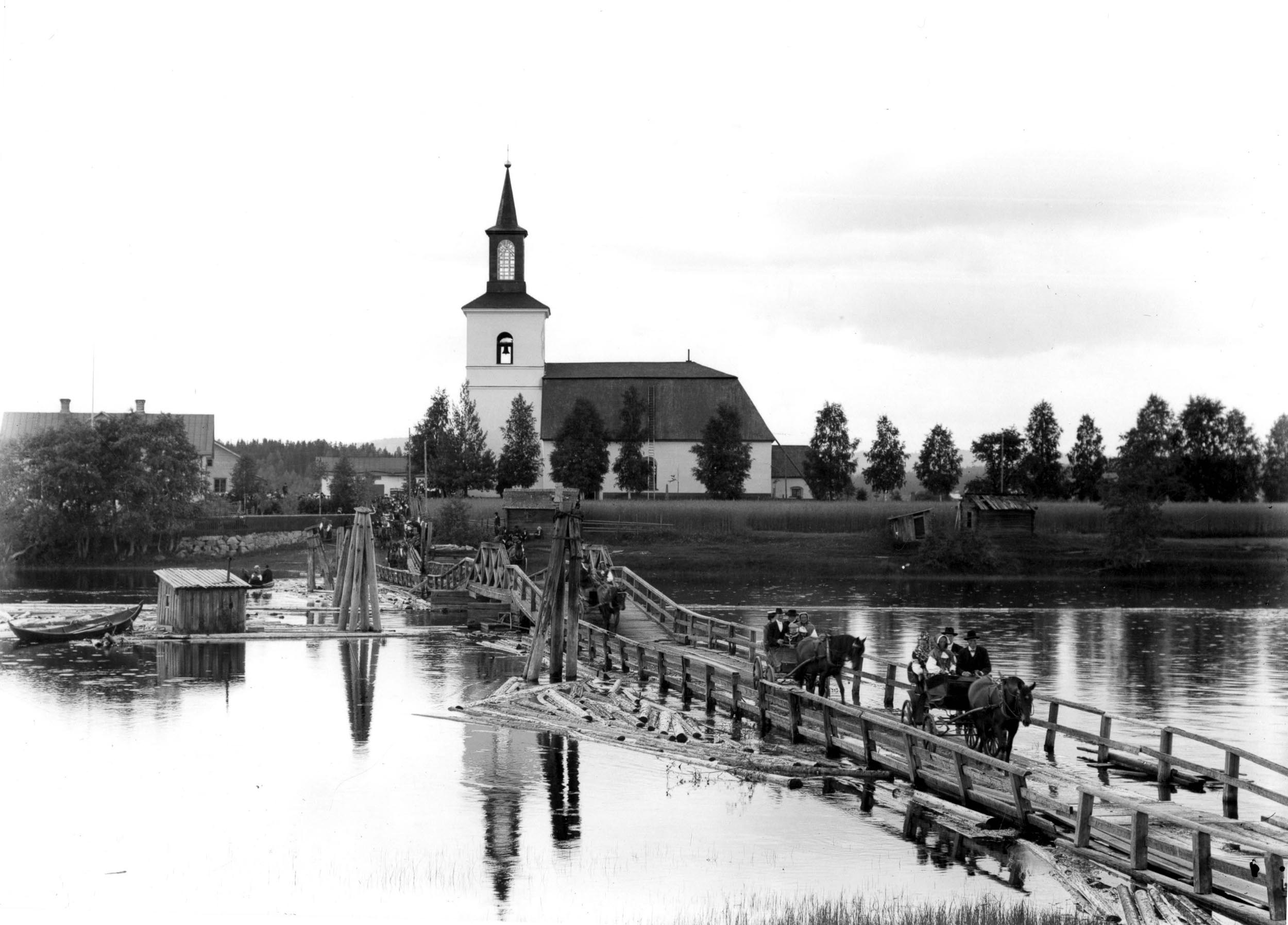
Flottbron som förstördes 1916.

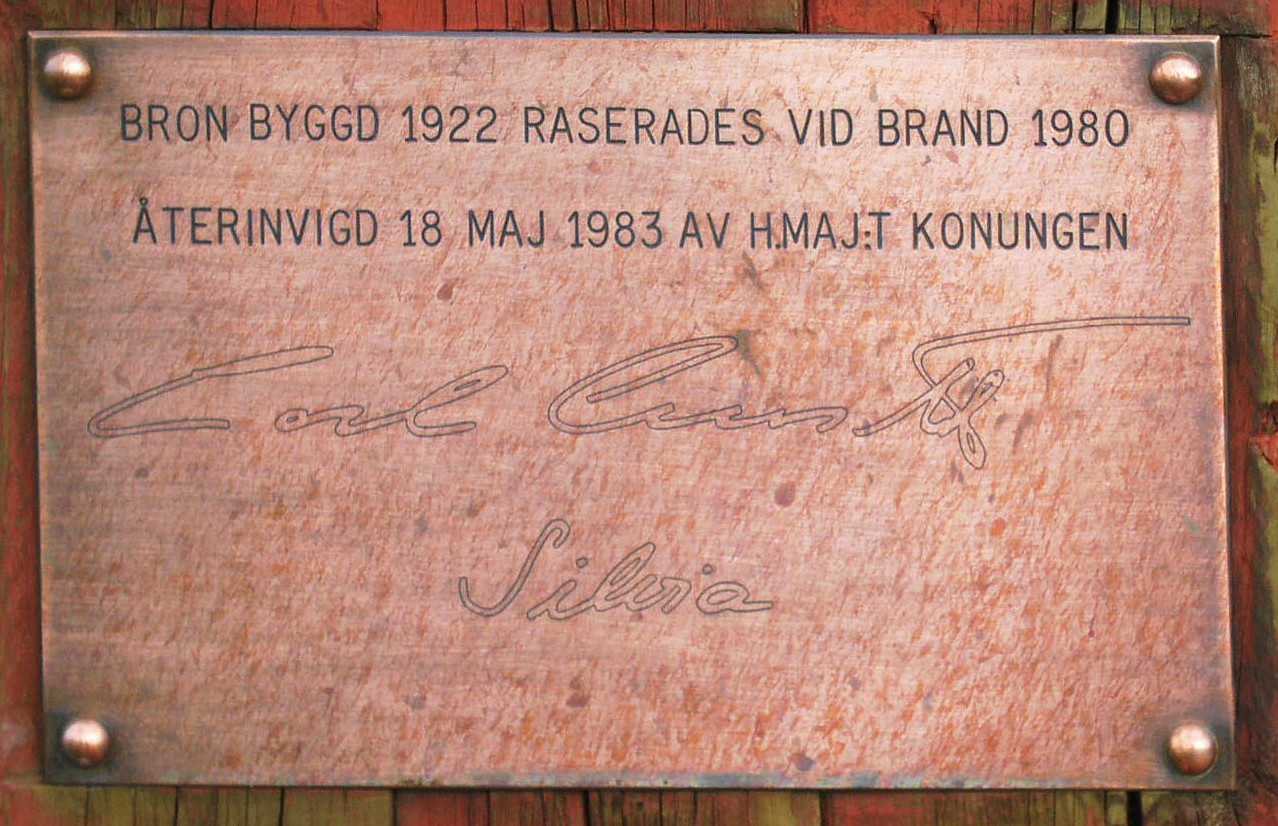
Minnesskylt.

Innan en hängbro byggdes fanns redan i början på 1700-talet en flottbro som förband Kyrkbyn med byarna sydost om Västerdalälven. Carl von Linné färdades över den vid sin resa genom Dalarna då han anlände med sitt sällskap till Floda den 13 augusti 1734 och han berättade även om den. Flottbron förstördes i samband med översvämningvårfloden år 1916 och 1922 togs en hängbro av trä i bruk. 
Den 9 september 1980 brandskadades bron svårt. Södra pylonen brann ner till grunden och hela brokonstruktionen vreds sönder när den störtade ner i älven. Bron återuppbyggdes enligt de gamla ritningarna och återinvigdes den 18 maj 1983 av kung Carl XVI Gustaf och drottning Silvia i samband med Eriksgatan. En kopparskylt påminner om det.
Kyrkälvbron tillåter ingen mötande biltrafik och bara en bil åt gången. Den maximala belastningen är två ton. Brons fria höjd är 3,25 meter under pylonerna och körbanans bredd är 3,15 meter. Högsta tillåtna hastighet är 30 km/h. Även pylonerna, som bär upp stålvajrarna, är av trä och drygt 10 meter höga, de är täckta med ett sadeltak av korrugerad plåt. Alla trädetaljer, utom körbanan är målade i faluröd färg. Bron förvaltas av Stiftelsen Floda Kyrkälvbro som bildades 1983.

## Hagbron
Ungefär en kilometer öster om (nedströms) Dala-Floda finns ytterligare en hängbro av trä som officiellt heter Hagbron eftersom byn Hagen börjar här och bron sträcker sig över till Hagön. Den är avsedd för gång- och cykeltrafik och kallas i folkmun ”Gungbrona” då den gungar kraftigt när man går över den. Hagbron är 1,30 meter bred (gångbanan) och maximalt åtta personer får vistas samtidigt på den. Här skrev Tomas Tranströmer i slutet av 1960-talet en dikt om storpolitiken.

## Bilder

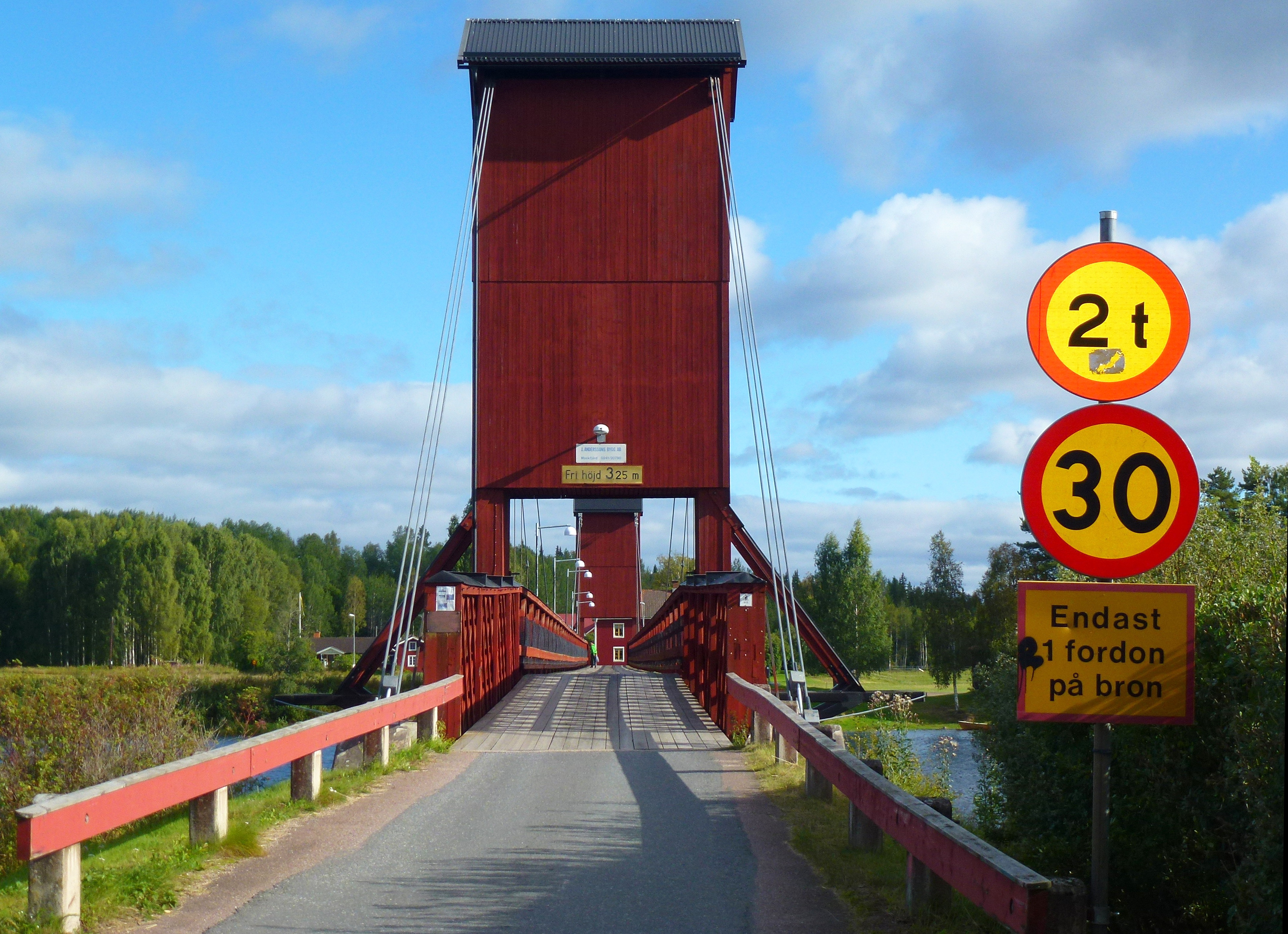
Bron från nordväst
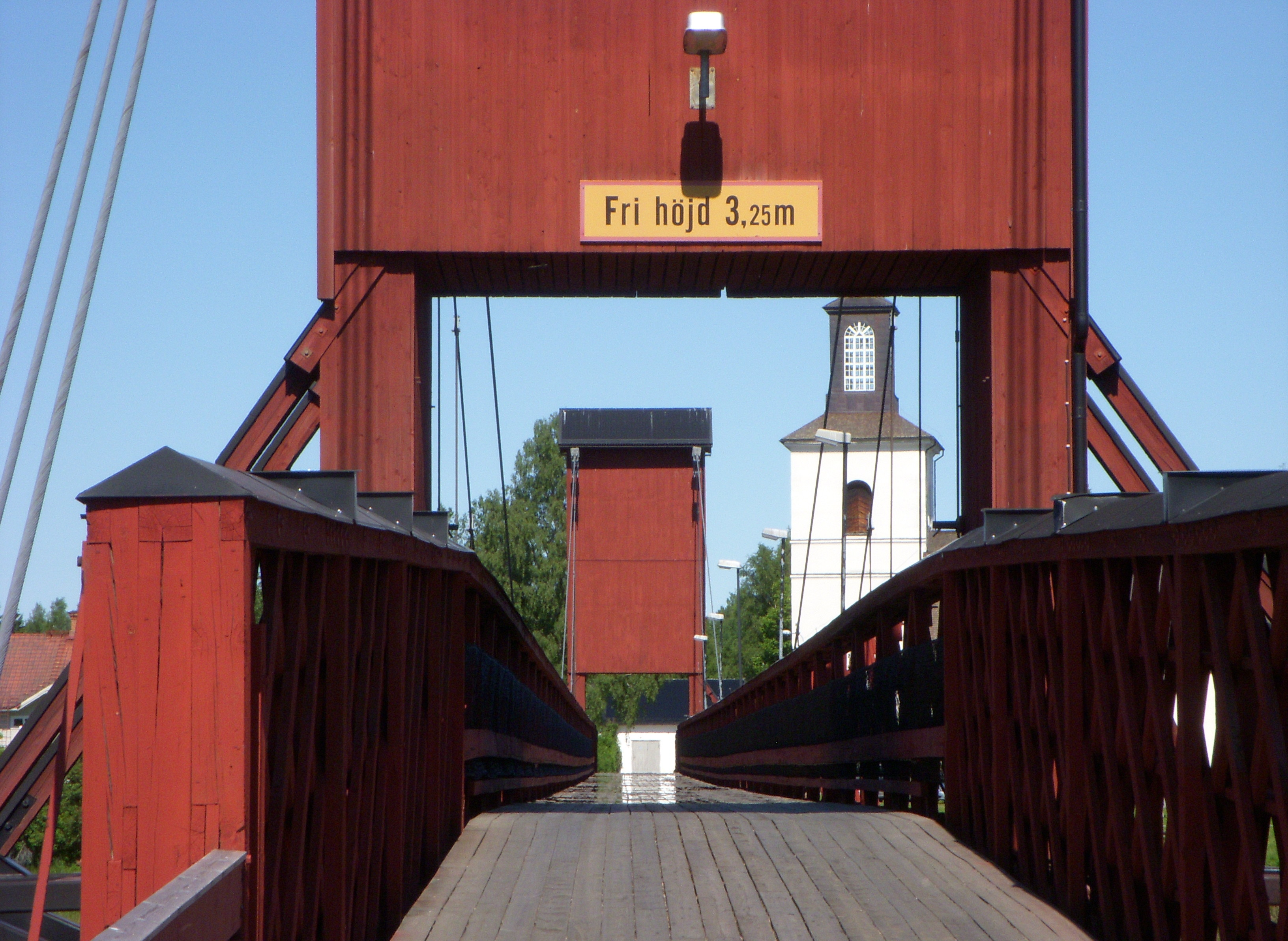
Bron från sydost
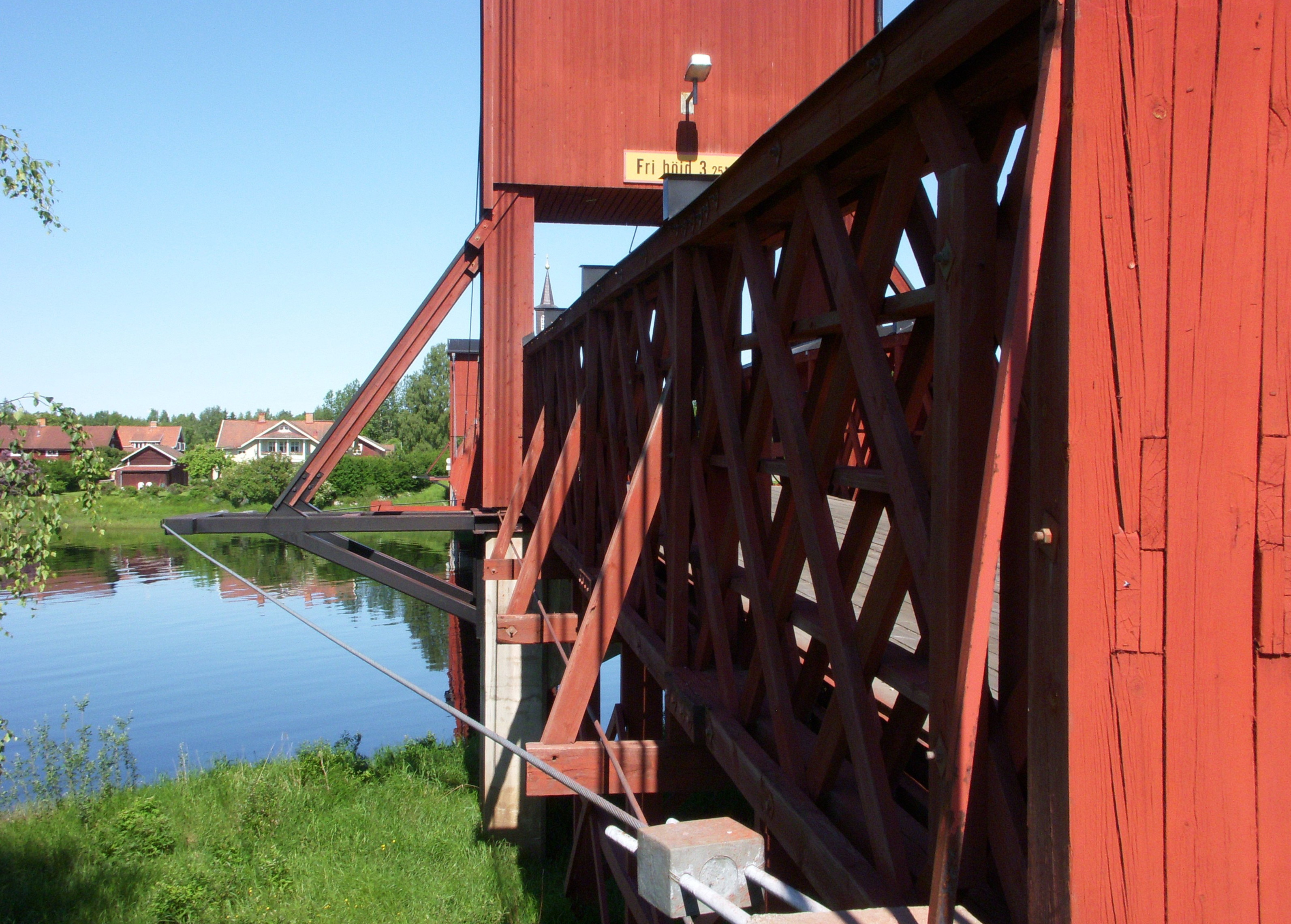
Bron från sydost
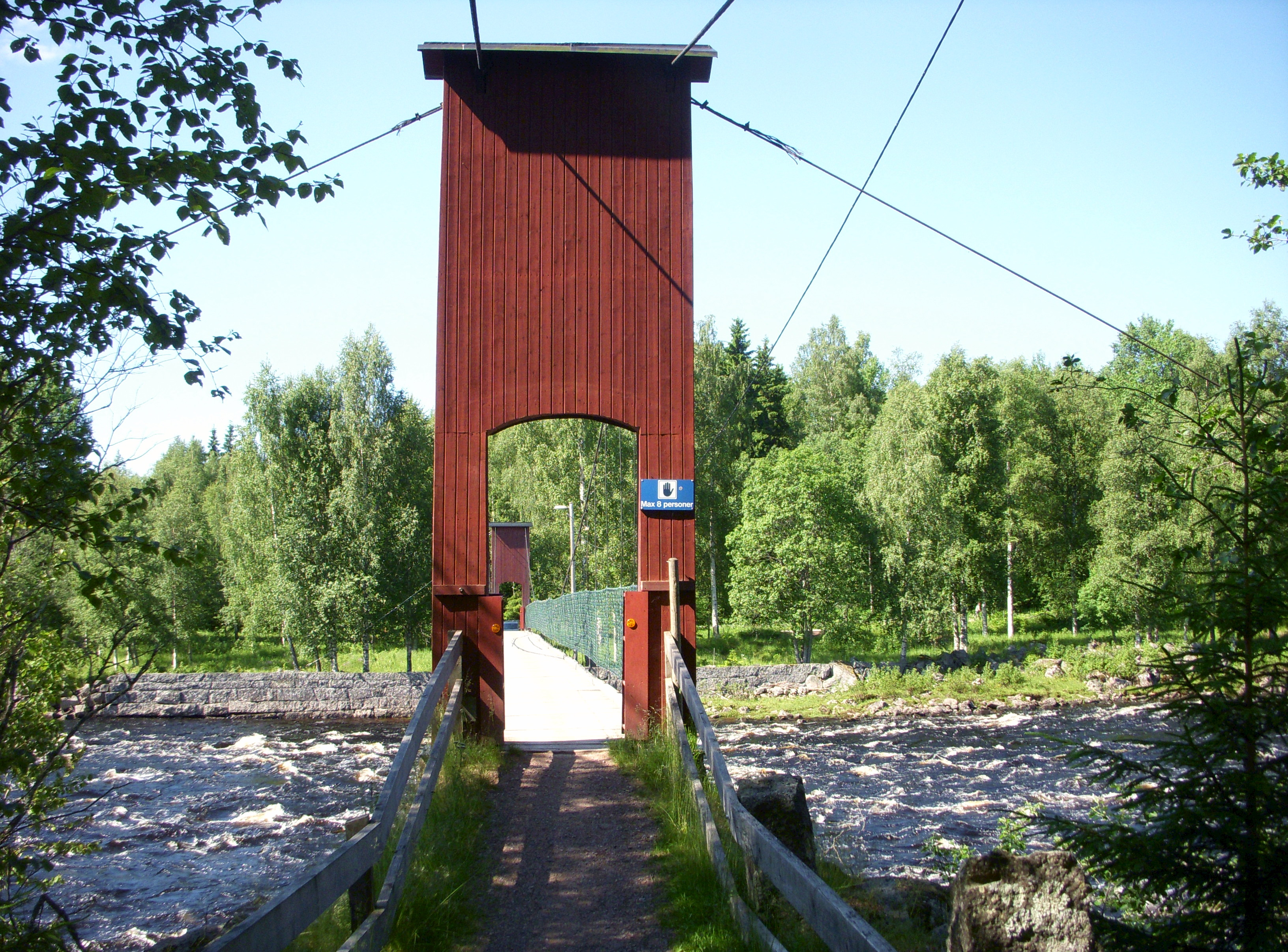
Hagbron - "Gungbrona"